# Skaldenmet
Der Skaldenmet ist ein mythologisches Getränk aus der nordischen Mythologie. Es handelt sich um einen  Honigwein, dessen Genuss die Fähigkeiten eines Barden verstärkt.
Am ausführlichsten finden sich Quellen über den Skaldenmet in den Werken von Snorri Sturluson, etwas abweichend in den Hávamál und schließlich in einer Reihe von Kenningar, die sich auf die wesentlichen Inhalte des Mythos beziehen. Auch in den Skaldendichtungen zeigt sich die  Beliebtheit des Themas. Daneben gibt es bildliche Darstellungen einiger gotländischer Bildhauer aus dem 7. Jahrhundert.
Die Bekanntheit dieses Mythos ist in Europa für über 500 Jahre belegt, lässt sich jedoch global gesehen wesentlich weiter zurückverfolgen. Das Getränk Soma und der Gott Indra in der indischen Mythologie der Rigveda weisen Gemeinsamkeiten mit dem nordischen Mythos auf.

## Skaldenmet nach Snorri Sturluson
Nach dem Krieg (Wanenkrieg) zwischen den beiden Göttervölkern, den Wanen und den Asen, spien alle Götter zur Friedensbesiegelung in ein Fass. In der Bronzezeit war bei verschiedenen Völkern die Speichelbeimengung von Friedensgetränken ein fester Bestandteil. Das Gleiche gilt für den gemeinschaftlichen Genuss von Rauschtränken bei Zeremonien, Bundes- und Friedensabschlüssen. Aus diesem Speichel wurde ein außerordentlich weises Wesen namens Kvasir geboren. Dieses wurde von den beiden Zwergen Fjalar und Galar ermordet und sein Blut in einem mächtigen und zwei kleinen Kesseln aufgefangen. Aus dem Blut brauten sie unter Beimischung von Honig einen Met, durch dessen Genuss jeder zum Dichter werden konnte.
In der zweiten Episode der Geschichte töteten die beiden Zwerge den Riesen Gillingr und dessen Frau, wurden aber vom Sohn des Riesen, Suttungr, gefasst und konnten ihr Leben nur retten, indem sie ihm den Met anboten. Suttungr nahm das Angebot an und bewahrte den Skaldenmet im Berg Hnitbjörg auf, wo ihn seine Tochter Gunnlöð bewachte.
Um an den Skaldenmet zu kommen, zog Odin, der als Gott der Dichtkunst und als Verwalter des Mets angesehen wurde, aus und traf auf die Knechte des Riesen Baugi. Mit List brachte er sie dazu, einander zu töten, und arbeitete dann selbst als Mäher unter anderem Namen bei ihm. Er ersetzte in seiner Tätigkeit neun Knechte, und als Lohn dafür sollte er einen Schluck des Skaldenmets erhalten. Baugi lief darauf mit seinem Knecht zu seinem Bruder Suttungr; dieser aber weigerte sich, ihm auch nur einen Tropfen zu geben.
Odin veranlasste Baugi, mit einem Bohrer ein Loch in den Berg Hnitbjörg zu bohren, durch das Odin in Schlangengestalt schlüpfte. Nachdem er drei Nächte mit der Riesentochter Gunnlöð verbracht hatte, gab sie ihm zum Dank drei Schluck des Mets. Daraufhin verwandelte sich Odin in einen Adler und flog nach Asgard. Dort spie er den Met in die Schüsseln der Asen.

## Skaldenmet nach den Hávamál (104 – 110)
Diese Erzählung scheint auf den ersten Blick die gleiche wie die von Snorri, nur in einigen Punkten weicht sie davon ab:
- Nach dem Raub des Skaldenmets durch Odin, der in dieser Dichtung weder in Schlangen- noch in Adlergestalt auftritt, veranstalteten die Reifriesen eine Suche nach dem Metkessel.
- Der Riese heißt hier nicht Suttungr, sondern gleich wie bei Snorri das Fass des Mets, nämlich Óðrœrir.
- Hnitbjörg kommt in der Dichtung gar nicht vor.
- Odin hat sich bei der Gunnlöð, die hier die Tochter eines anderen (nämlich von Fjallarr) ist, betrunken.

## Skaldenmet nach der Kenningar
Die meisten Details von Snorris Erzählungen bestätigen sich durch alte Kenningar. Nämlich:
- Kvasirs Blut
- Gillingrs Ermordung
- Trank der Zwerge
- Die im Berg verborgene Flut der Zwerge
- Odins Diebstahl
- Saat des Adlerschnabels

## Etymologie

### Kvasir
In Gylf 49 bezeichnet Snorri Kvasir als den weisesten aller Asen, in der Ynglinga saga 4 nennt er ihn den klügsten der Wanen.
Ursprünglich ist Kvasir die Bezeichnung für den aus Beeren gewonnenen, gegorenen Saft (norwegisch kvase, russisch kvas).

### Fjallarr und Galarr
Unsicher ist die Bedeutung des Zwergesbruders Fjallar. Sie könnte für fela, „Der Verberger“, passen. Oder es kommt aus dem neunorwegischen fjela, was „Späher“ bedeutet. Die jüngsten Erklärungen deuten den Namen als „Verberger, Betrüger“.
Galarr stammt hingegen eindeutig vom altnordischen Wort für „Schreier“.

### Gillingr
Gillingr stammt aus dem Altnordischen und bedeutet „der Lärmer“ (Schreier).

### Suttungr
Der Mangel an Informationen aus der Skaldendichtung gibt Suttungr eine recht magere Stellung, und es ist dadurch nicht möglich, eine genauere Definition seines Namens aus dem Mythos zu ersehen. Möglicherweise bedeutet Suttungr: suþþungr , d. h. „vom Trank beschwert“, oder es stammt vom norwegischen Wort sutta, „schnell bewegen“. Die unklare Stellung Suttungrs stellt auch die Frage, ob der Riese bei der ursprünglichen Form der Sage tatsächlich eine Rolle gespielt hat oder ob Snorri ihn erst mit dieser Position versah.

### Gunnlöð
Dies ist altnordisch und bedeutet „Einladung zum Kampf“. Dieser Name wäre eigentlich für eine Walküre typischer.
Außerdem ist das der Name der Tochter von Suttungr, der ihr den Odrörir zur Bewachung überließ, nachdem er ihn von den Zwergen Fialar und Galar zum Tausch gegen deren Leben erhalten hatte. Der Trunk wurde ihr allerdings später von Odin durch List entwendet.

### Hnitbjörg
Dies ist altnordisch und bedeutet „Stoßfels“. Durch den Namen wird eine Verbindung zu den sich öffnenden und schließenden Bergen einiger Märchen ersehen. Auch die Deutung als ein Tor der Unterwelt wäre denkbar. Gerade die Märchen der Brüder Grimm orientieren sich bekanntlicherweise sehr stark an den alten Sagen der nordischen Mythologie.

### Baugi
Baugi bedeutet „der Krumme“. Er wird bei Snorri als Bruder von Suttungr eingesetzt. Baugi und seine Gestalt dürften demnach von ihm erfunden sein.

### Óðrœrir
Dies bedeutet altnordisch etwa „der zur Ekstase Anregende“, aber auch einfach „Rauschtrank“ und „Verjüngungstrank“. Ursprünglich war das Wort ein Synonym für den Skaldenmet selbst. Snorri hat dies durch eine unklare Stelle in den Hávamál abgeändert.

## Parallelen zum indischen Rigveda und anderen Mythologien
Soma war ebenfalls ein kultischer Dichttrank, den Indra mittels eines Vogels, möglicherweise er selbst in Gestalt eines Vogels, aus einem Versteck im Berg raubte. Auch er entkam nur knapp.
Bei den Griechen brachte ein Adler den göttlichen Nektar von einem hohen Bergquell dem heranreifenden Zeus in dessen Versteck auf Kreta.
Gunnlöðs Verführung von Odin lässt sich auch in der griechischen Mythologie finden, nämlich in der Sage von Zeus und Persephone. Diese ist in einer Höhle eingeschlossen, als Zeus sich in der Gestalt einer Schlange naht.
Dies weist auf ein gemeinsames Erbe aus indogermanischer Zeit hin.